# Stanhopea dodsoniana
Stanhopea dodsoniana är en orkidéart som beskrevs av Gerardo A. Salazar och Soto Arenas. Stanhopea dodsoniana ingår i släktet Stanhopea och familjen orkidéer. Inga underarter finns listade i Catalogue of Life.

## Bildgalleri

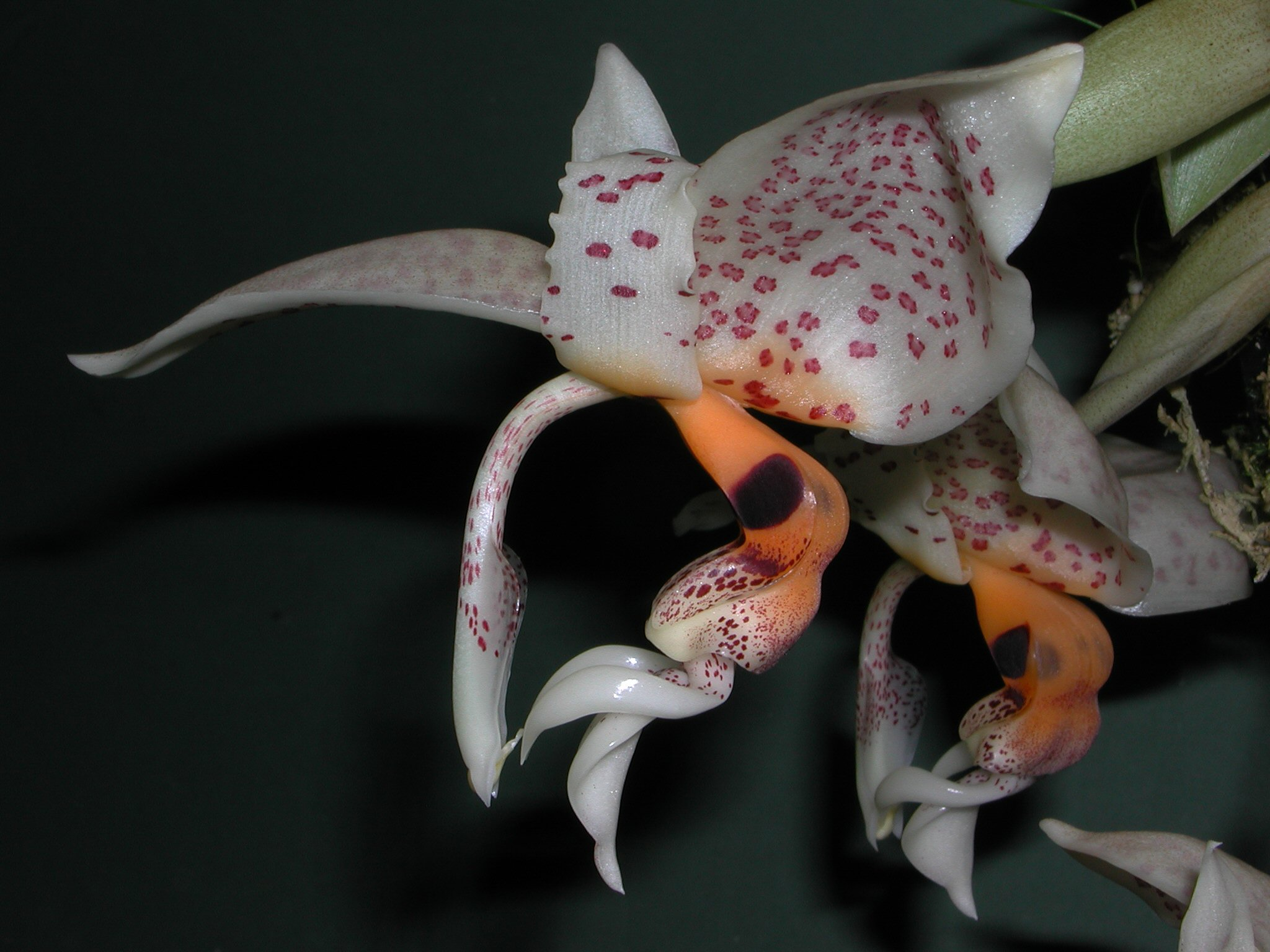
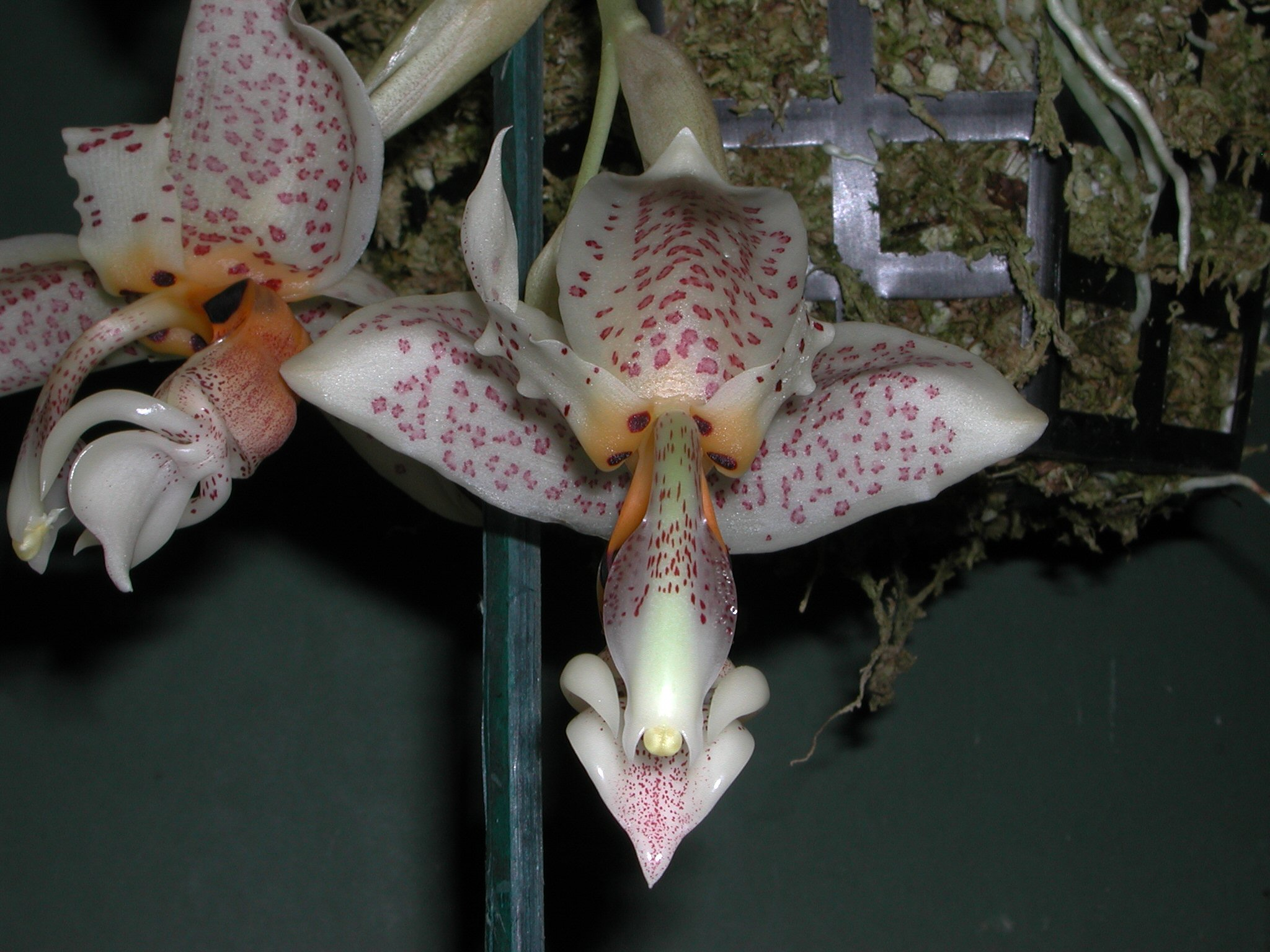